# Marbach am Neckar
Marbach am Neckar è una città tedesca situata nel land del Baden-Württemberg. Nel suo territorio il fiume Neckar riceve le acque dell'affluente Murr.
Marbach è capolinea della linea S4 della S-Bahn di Stoccarda.
La città è conosciuta per essere stata la città natale del poeta Friedrich Schiller, uno dei maggiori esponenti della corrente letteraria tedesca. Al poeta è stata dedicata la scuola elementare e superiore del paese, il Friedrich Schiller Gymnasium, che ogni anno, sotto raccomandazione dei professori di tedesco e inglese, accoglie studenti provenienti da tutto il mondo per formare una quarta superiore.
Marbach è sede del Deutsches Literaturarchiv e di un Museo di letteratura moderna. Il suo palazzetto per manifestazioni culturali fu progettato dall'architetto Heinz Rall tra il 1956 ed il 1957.